# نورومکانیک

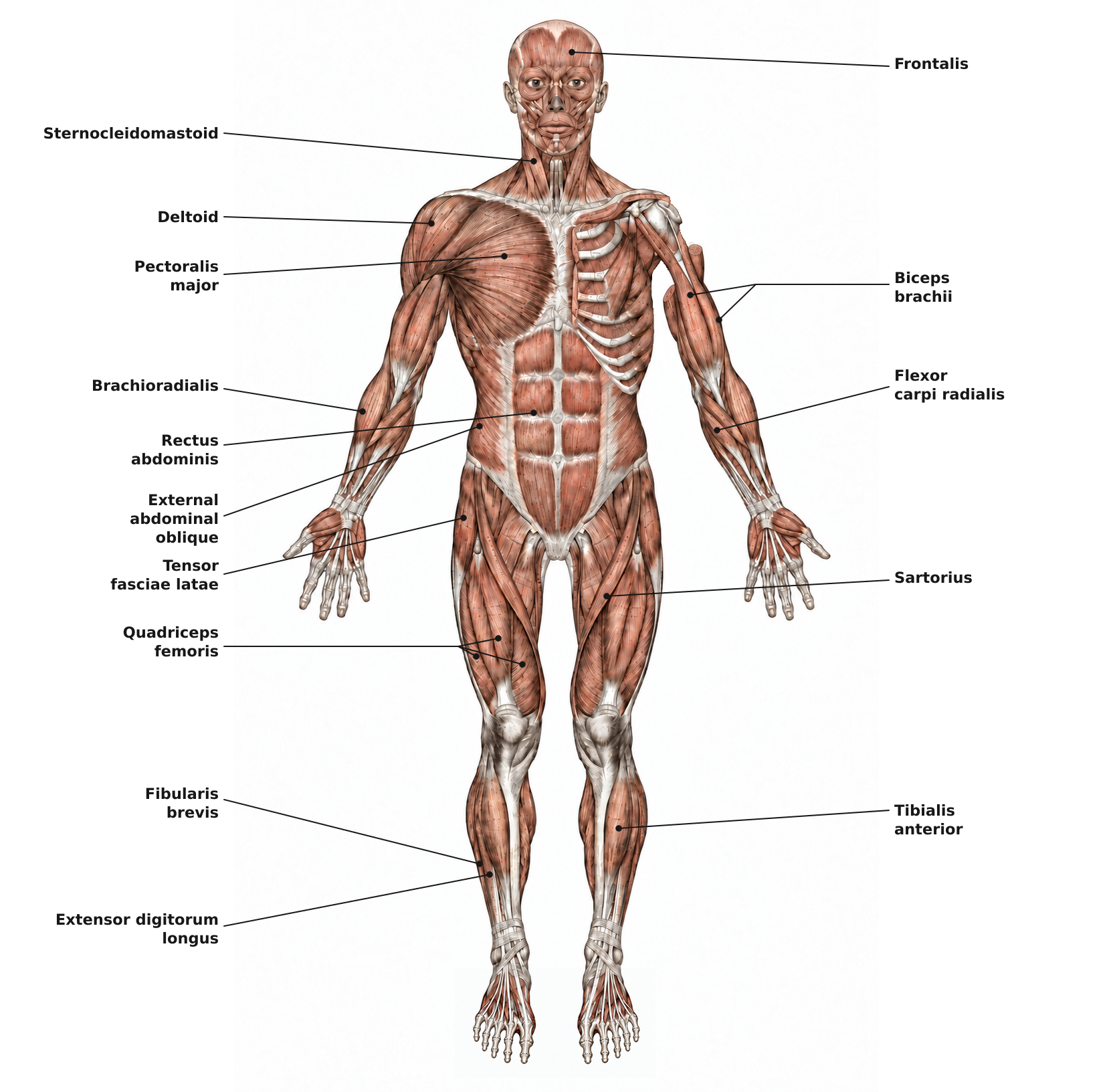
عضلات قدامی برچسب‌گذاری‌شده

نورومکانیک یک رشته تحصیلی است که مفاهیم بیومکانیکی و نوروفیزیولوژیک را برای مطالعه حرکت انسان ترکیب می‌کند. نورومکانیک نقش‌های ترکیبی سیستم‌های اسکلتی-عضلانی و عصبی و چگونگی تعامل آن‌ها را برای ایجاد حرکت مورد نیاز به‌منظور تکمیل یک وظیفه حرکتی بررسی می‌کند.
سیگنال‌های عضلانی می‌توانند توسط ضربه‌های نورولوژیکی جمع‌آوری‌شده توسط EMG (الکترومایوگرافی) تحریک شوند. این سیگنال‌های عضلانی نشان‌دهنده فعالیت عصبی هستند. در موارد خاص داده EMG می‌تواند نشان‌دهنده انعطاف‌پذیری عصبی و یادگیری وظایف حرکتی باشد. سیستم عضلانی مخصوصاً عضله اسکلتی، حرکات را حول مفاصل استخوان ایجاد می‌کند و وجود سیستم عصبی مرکزی برای هدایت عضلات اسکلتی در جنبش‌های حرکتی ضروری است.

## زمینه

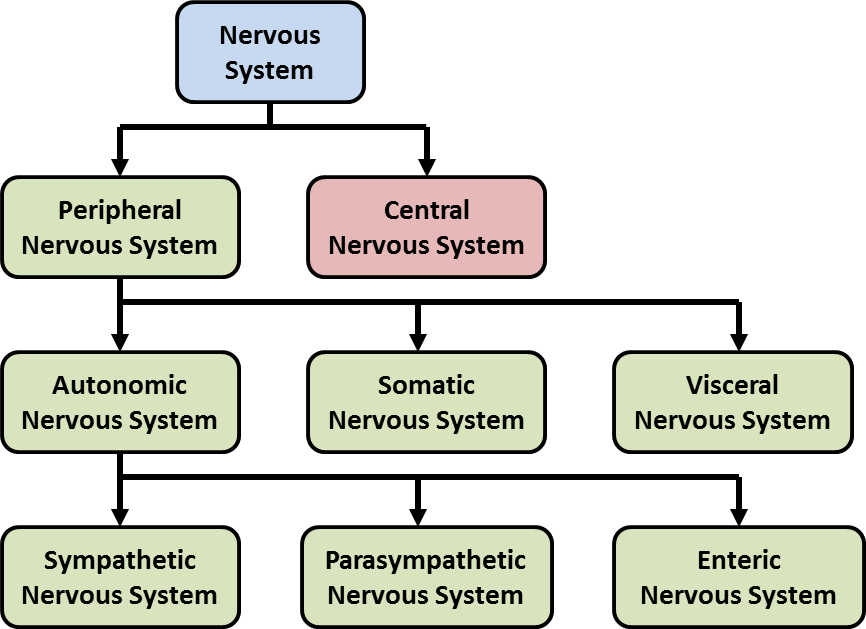
اجزای سیستم عصبی

نورومکانیک یک رشته تحصیلی است که علوم اعصاب و بیومکانیک را در تلاش برای درک تحرک و ارتباط آن با مغز ترکیب می‌کند. نورومکانیک، حوزه ای است که تلاش‌های عضلانی ارگان‌های حسی مولد الگو در مغز و خود سیستم عصبی مرکزی را برای توصیف جنبش ترکیب می‌کند. کاربردهای نورومکانیک شامل تسهیل مشکلات مربوط به سلامتی و طراحی و کنترل سیستم‌های رباتیکی است.

### علوم اعصاب
علوم اعصاب، مطالعه سیستم عصبی است. سیستم عصبی به دو زیرسیستم تقسیم می‌شود: سیستم عصبی محیطی و سیستم عصبی مرکزی.
سیستم عصبی محیطی متشکل از دو زیرسیستم است: دستگاه عصبی پیکری (Somatic nervous system) , دستگاه عصبی خودگردان (Autonomic nervous system) و سیستم عصبی احشایی (visceral nervous system). سیستم عصبی خودگران، شامل سیستم عصبی سمپاتیک، سیستم عصبی پاراسمپاتیک و سیستم عصبی روده‌ای است. سیستم عصبی، مسئول جنبش‌های اختیاری از جمله جنبش اندام تحتانی است که همان سیستم عصبی پیکری می‌باشد. اگر چه سیستم عصبی پیکری بخشی از سیستم عصبی محیطی است، اما جنبش همچنین شامل استفاده از عناصر سیستم عصبی مرکزی یعنی مغز و نخاع می‌باشد.
علوم اعصاب توسط مطالعهٔ چگونگی بیماری‌های نورولوژیکی مختلف سهیم در مشکلات بیومکانیکی و تغییرات حرکت معمول به نورومکانیک انسان کمک می‌کند. علوم اعصاب در تعامل با مطالعه علت مشکلات قابل مشاهده است.

### بیومکانیک
بیومکانیک، مطالعه ساختار و عملکرد سیستم‌های زنده مانند انسان‌ها، جانوران و دیگر سازمان‌ها با استفاده از مکانیک است. غالباً بیومکانیک به وظایف حرکتی ساده مانند راه رفتن مربوط است. راه‌رفتن می‌تواند توسط چرخه گام برداشتن تعریف شود. چرخه گام برداشتن، رخدادی تکراری است که شامل یک گام کامل از برخورد پاشنه تا برخورد پاشنه بعدی در همان پا است؛ و می‌تواند به دو فاز تقسیم شود: فاز ایستا و فاز نوسان. فاز ایستا شامل مدت زمانی است که پاشنه به زمین برخورد می‌کند تا لحظه‌ای که انگشت شست زمین را ترک می‌کند. فاز نوسان شامل باقی‌مانده چرخه گام برداشتن است: زمانی بین ترک زمین توسط شست تا برخورد پاشنه بعدی.
بیومکانیک با مطالعه چگونگی پاسخ بدن به شرایط مختلف، بیماری نورولوژیکی، اختلال‌های فیزیکی، به نورومکانیک کمک می‌کند. بیومکانیک با مطالعه اثر منتج از این شرایط در تعامل است.

## تئوری پاندول معکوس

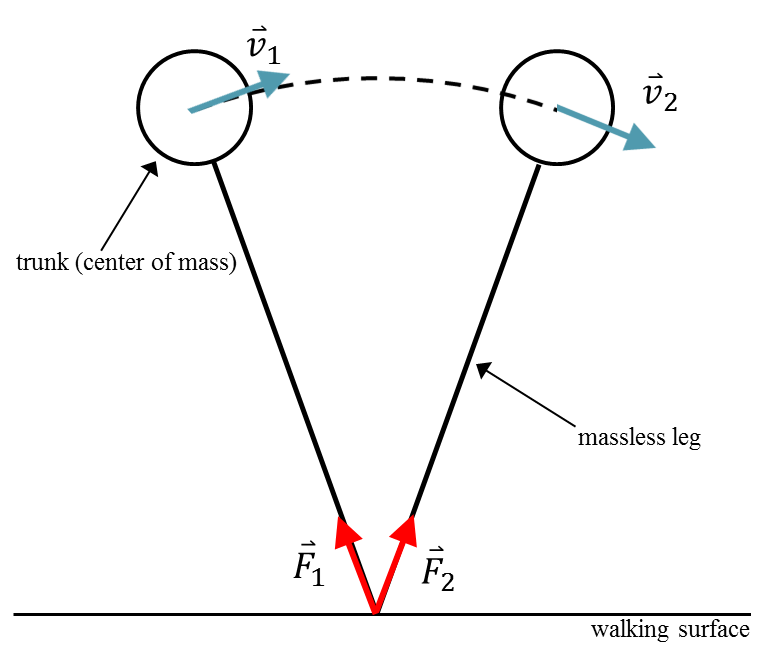
مرکز جرم روی یک پای بدون جرم جابه‌جاشده توسط مسیر ترجکتوری تنه در تئوری پاندول معکوس. بردارهای سرعت عمود بر نیروی عکس‌العمل زمین در زمان ۱ و زمان ۲ نشان داده شده‌اند.

تئوری پاندول معکوس گام برداشتن، یک دیدگاه نورومکانیکی برای درک حرکت انسان است. در این تئوری، وزن بدن به یک مرکز جرم باقی‌مانده روی پای بدون جرم در یک تکیه‌گاه واحد تبدیل می‌شود. نیروی عکس‌العمل زمین از مرکز فشار در انتهای پای بدون جرم به مرکز جرم در بالای پای بدون جرم می‌رود. بردار سرعت مرکز جرم همیشه بر نیروی عکس‌العمل زمین عمود است. راه رفتن شامل فازهای متناوب تک تکیه‌گاه و دو تکیه‌گاه است. فاز تک‌تکیه‌گاه زمانی اتفاق می‌افتد که یک پا در تماس با زمین است، درحالی‌که فاز دو تکیه‌گاه زمانی اتفاق می‌افتد که هر دو پا در تماس با زمین هستند.

### تأثیرات نورولوژیکی
پاندول معکوس تثبیت‌شده توسط بازخورد ثابت از مغز می‌تواند حتی در هنگام فقدان حسی کار کند. در جانورانی که همه ورودی‌های حسی برای اندام حرکتی را از دست داده‌اند، متغیرهای ایجادشده توسط چرخه (شتاب مرکز جرم، سرعت و موقعیت جانور) بین هر دو گروه ثابت می‌ماند.
درطول کنترل وضعیت، مکانیزم‌های بازخوردی تأخیری در بازسازی زمانی توابع سطحی-وظیفه‌ای، مانند راه‌رفتن استفاده شده‌اند. مدتی طول می‌کشد تا سیستم عصبی، بازخورد را از شتاب مرکز جرم، سرعت و موقعیت فرد محاسبه کند و اطلاعات را برای شناسایی و تصمیم‌گیری حرکات بعدی استفاده کند. شتاب مرکز جرم در مکانیزم بازخورد ضروری است؛ زیرا این بازخورد قبل از هر گونه اطلاعات جابه‌جایی قابل توجه و تعیین، اتفاق می‌افتد.

### بحث
تئوری پاندول معکوس به‌صورت مستقیم در تناقض با ۶ عامل تعیین‌کننده گام برداشتن، تئوری دیگر برای آنالیز گام برداشتن است. ۶ عامل تعیین‌کننده گام برداشتن، هزینه‌های انرژی برای جنبش سینوسی مرکز جرم در طول گام برداشتن را پیش‌بینی می‌کنند. درحالی‌که تئوری پاندول معکوس، امکان این‌که هزینه انرژی می‌تواند نزدیک به صفر باشد را ارائه می‌کند. به‌طور متناقض، تئوری پاندول معکوس پیش‌بینی می‌کند که کار اندکی متمایل به صفر برای راه رفتن مورد نیاز است.

## الکترومایوگرافی
الکترومایوگرافی (EMG) ابزاری برای اندازه‌گیری خروجی‌های الکتریکی تولیدی توسط عضلات اسکلتی به‌محض فعال‌سازی است. اعصاب حرکتی، عضلات اسکلتی را عصب‌دهی می‌کنند و منجر به انقباض می‌شوند. این انقباض توسط EMG معمولاً روی مقیاس میلی‌ولت اندازه‌گیری می‌شود. فرم دیگری از داده EMG که آنالیز می‌شود، integrated EMG) iEMG) است. iEMG ناحیه زیر سیگنال EMG که مطابق با تلاش عضلانی کلی است را به‌جای تلاش در یک لحظه خاص اندازه می‌گیرد.

### تجهیزات
چهار جزء از ابزار دقیق پزشکی برای شناسایی این سیگنال‌ها استفاده می‌شود: ۱) سیگنال منبع ۲) مبدل استفاده‌شده برای شناسایی سیگنال ۳) تقویت‌کننده و ۴) مدار پردازش سیگنال. منبع سیگنال به موقعیتی که الکترود EMG قرار می‌گیرد، اشاره می‌کند. به‌دست آوردن سیگنال EMG به فاصله الکترود تا فیبر عضلانی وابسته است، بنابراین جای‌گذاری، امری ضروری است. مبدل استفاده‌شده برای شناسایی سیگنال، یک الکترود EMG است که سیگنال بیوالکتریکی را از عضله به یک سیگنال الکتریکی قابل خواندن تبدیل می‌کند. تقویت کننده، سیگنال بیوالکتریکی را بازسازی و هموار می‌کند و همچنین اجازه کاهش نویز سیگنال را می‌دهد. پردازش سیگنال شامل گرفتن ضربه‌های الکتریکی ثبت‌شده، فیلترکردن آن‌ها و پوشش‌دادن داده‌ها است.

### مدت رکود
مدت رکود، اندازه‌گیری مدت زمان بین فعال‌سازی یک عضله و مقدار پیک آن است. مدت رکود به‌عنوان یک روش برای اختلالات تشخیصی سیستم عصبی مانند فتق دیسک بین‌مهره‌ای (herniated disc), (amyotrophic lateral sclerosis (ALS اسکلروز جانبی آمیوتروفیک (amyotrophic lateral sclerosis; ALS) یا (myasthenia gravis(MG میاستنی گراویس (myasthenia gravis; MG) استفاده می‌شود. این اختلال‌ها ممکن است باعث قطعی در سیگنال عضله-عصب یا اتصال بین عضلات شود.
کاربرد EMG برای شناسایی اختلالات سیستم عصبی با عنوان (nerve conduction study (NCS شناخته شده است. مطالعات هدایت عصبی تنها می‌تواند بیماری‌های روی سطح عصبی و عضلانی را تشخیص دهد. آن‌ها نمی‌توانند بیماری را در مغز یا نخاع شناسایی کنند. در اکثر اختلالات عضلانی عصبی یا تماس عصبی-ماهیچه‌ای، مدت رکود افزایش یافته است. این نتیجه‌ای از هدایت عصبی کاهش‌یافته یا تحریک الکتریکی در مجموعهٔ عضله است. در ۵۰٪ از بیماران با موارد آتروفی مغزی، مدت رکود رفلکسی نخاعی M3 افزایش می‌یابد و در موارد خاص از پاسخ رفلکسی نخاعی جدا شده است. جداسازی پاسخ‌های رفلکسی ستون فقرات M2 و M3 معمولاً ms20 است، اما در بیماران با آتروفی مغزی، جداسازی به ms50 افزایش می‌یابد. در بعضی موارد به هر حال باقی عضلات، قادر به جبران‌سازی برای عضله تضعیف‌شده هستند. درعضله جبران‌کننده، زمان مدت رکود به‌منظور جایگزینی عملکرد عضله کاهش‌یافته، کم می‌شود. این نوع از عضلات در نورومکانیک برای شناسایی اختلالات حرکتی و تأثیرات آن‌ها روی یک سطح سلولی و الکتریکی، نسبت به یک سطح جنبشی سیستم استفاده می‌شوند.

## سینرژی‌های عضلانی

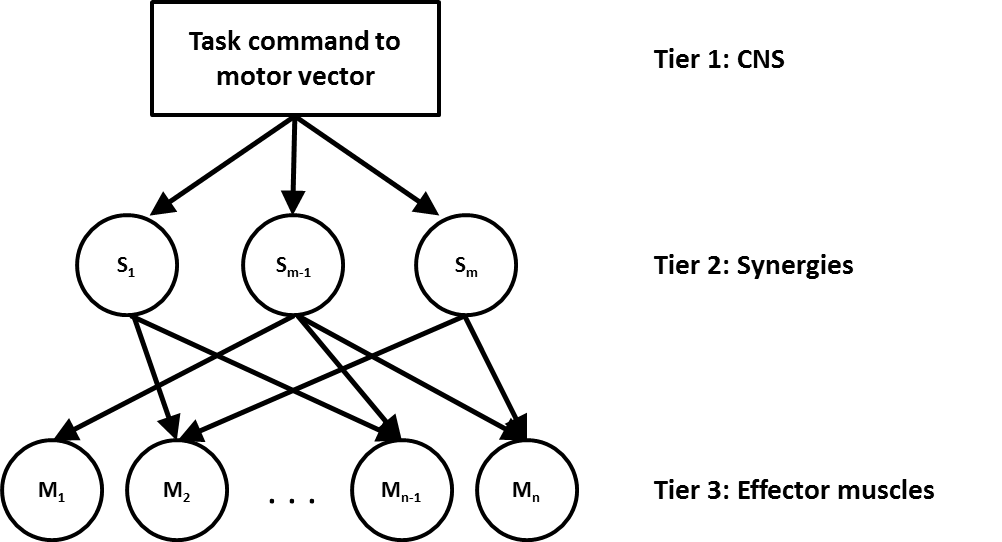
سلسله مراتب سه ردیفه از فرضیه سینرژی‌های عضلانی با m سینرژی و n عضله افکتور

سینرژی عضلانی، گروهی از عضلات سینرژتیک و آگونیست است که برای ایفای یک وظیفه حرکتی با هم کار می‌کنند. هر سینرژی عضلانی از عضلات سینرژتیک و آگونیست تشکیل شده است. عضله آگونیست، عضله‌ای است که به‌تنهایی منقبض می‌شود و می‌تواند یک توالی از جنبش در عضلات مجاور را نتیجه دهد. عضلات سینرژتیک به عضلات آگونیست در وظایف کنترلی حرکتی کمک می‌کنند، اما آن‌ها علیه جنبش بیش از حد که آگونیست‌ها ممکن است ایجاد کنند فعالیت می‌کنند.

### فرضیه سینرژی عضلانی
مطابق با این فرضیه، سیستم عصبی مرکزی، گروه‌های عضلانی را به‌طور مستقل به‌جای عضلات جداگانه کنترل می‌کند. فرضیه سینرژی عضلانی، کنترل حرکت را به‌عنوان یک سلسله‌مرتبه سه-ردیفه نشان می‌دهد. در ردیف اول، بردار وظیفه حرکتی توسط سیستم عصبی مرکزی ایجاد شده است. سپس سیستم عصبی مرکزی، بردار عضلانی را به فعالیت روی یک گروه از سینرژی‌های عضلانی بر روی ردیف دوم تبدیل می‌کند. سپس در ردیف سوم، سینرژی‌های عضلانی، به عنوان نسبتی خاص از وظیفه حرکتی برای هر عضله تعریف می‌شوند و آن را به عضله مرتبط اختصاص می‌دهند تا برای اجرای وظیفه حرکتی، روی مفصل فعالیت کند.

### افزونگی
افزونگی، نقشی بزرگ در سینرژی عضلانی ایفا می‌کند. افزونگی عضلانی یک مسئله درجه آزادی روی سطح عضلانی است. سیستم عصبی مرکزی با امکان هماهنگی حرکات عضلانی، ارائه شده است و باید یکی از تعداد خیلی زیاد را انتخاب کند. مسئله افزونگی عضلانی نتیجه‌ای از تعداد بردارهای عضلانی بیشتر از ابعاد در فضای وظیفه است. عضلات فقط می‌توانند تنش را با کشیدن و نه با هل دادن تولید کنند. این نتایج در تعداد زیادی بردار نیروی عضلانی در جهت‌های مختلف به‌جای یک کشیدن و هل دادن در جهت یکسان است.
یک بحث روی سینرژی‌های عضلانی بین استراتژی تکان‌دهنده نخستین و استراتژی همکاری وجود دارد. استراتژی تکان‌دهنده نخستین، هنگامی ظاهر می‌شود که یک بردار عضله می‌تواند در همان جهت فعالیت کند مانند بردار فعالیت مکانیکی بردار جنبش اندام. استراتژی همکاری هنگامی رخ می‌دهد که هیچ عضله‌ای نمی‌تواند مستقیماً در جهت بردار فعالیت مکانیکی منتج به یک هماهنگی از عضلات متعدد برای تحقق وظیفه فعالیت کند. محبوبیت استراتژی اول در گذر زمان کاهش یافته است، زیرا از طریق مطالعات الکترومایوگرام، استنتاج شده است که هیچ‌کدام از عضلات همواره نیروی بیشتری نسبت به سایر عضلات در حال فعالیت برای جابه‌جایی حول یک مفصل ایجاد نمی‌کنند.

### انتقادات
رد کردن تئوری سینرژی‌های عضلانی دشوار است. اگرچه آزمایش‌ها نشان داده‌اند که گروه‌های عضلانی در واقع برای کنترل وظایف حرکتی با هم کار می‌کنند، اما ارتباطات عصبی به عضلات جداگانه اجازه فعال شدن می‌دهد. فعالیت عضلانی جداگانه ممکن است با سینرژی عضلانی متناقض باشد و همچنین آن را مبهم کند. فعال‌سازی عضلات جداگانه ممکن است ورودی و اثر کلی را نادیده بگیرد یا مسدود کند.

## سازگاری
سازگاری در مفهوم نورومکانیکی، توانایی بدن برای تغییر یک فعالیت به تناسب بهتر موقعیت یا محیطی است که در آن فعالیت می‌کند. سازگاری می‌تواند نتیجه‌ای از صدمه، خستگی یا تمرین باشد. سازگاری می‌تواند از راه‌های مختلف اندازه‌گیری شود: EMG، بازسازی سه‌بعدی مفاصل و تغییرات در سایر متغیرهای مربوط به سازگاری خاص مورد مطالعه.

### صدمه
صدمه از چندین راه می‌تواند موجب سازگاری شود. جبران‌سازی، نتیجه‌ای از یک یا تعداد بیشتری عضلهٔ تضعیف‌شده است. مغز، فرمان را برای اجرای یک وظیفه حرکتی معین داده است و هنگامی که یک عضله تضعیف شده است، مغز نسبت‌های انرژی را محاسبه می‌کند تا آن‌ها را به بقیه عضلات برای اجرای وظیفه اصلی در مدل مطلوب ارسال کند. تغییر در توزیع عضلانی تنها محصول جانبی یک صدمه مربوط عضله نیست. تغییر در بارگذاری مفصل، نتیجه دیگری است که در طولانی مدت می‌تواند برای فرد مضر باشد.

### خستگی
خستگی عضلانی، سازگاری عصبی-عضلانی برای چالش‌ها در طول یک پریود زمانی است. کاربرد واحدهای حرکتی روی یک پریود زمانی می‌تواند به تغییرات در فرمان حرکتی مغز منجر شود. زمانی‌که نیروی عضلانی توانایی تغییر ندارد مغز در عوض، نیازمند واحدهای حرکتی بیشتر برای رسیدن به انقباض عضلانی حداکثر است. به‌کارگیری واحدهای حرکتی عضله به عضله بسته به محدودیت بالای به‌کارگیری حرکتی در عضله، متفاوت است.

### تمرین
سازگاری ناشی از تمرین می‌تواند نتیجه‌ای از تمرین معین باشد. مانند ورزش‌ها یا تمرین‌های ناخواسته ای مانند پوشیدن یک ارتز. در ورزشکاران، تکرار به حافظه عضلانی منجر می‌گردد. وظیفه حرکتی به یک حافظه طولانی‌مدت تبدیل می‌شود، که می‌تواند بدون تلاش و آگاهی زیاد تکرار شود و به ورزشکاران اجازه تمرکز روی تنظیم دقیق استراتژی وظیفه حرکتی را می‌دهد. همچنین مقاومت به خستگی با تمرین و هنگامی که عضله‌ای تقویت شده است، به‌دست می‌آید. اما سرعت کامل‌سازی یک وظیفه حرکتی توسط یک ورزشکار، با تمرین افزایش یافته است. مقایسه بازیکنان والیبال با ورزشکاران ورزش‌های غیرپرشی نشان می‌دهد که کنترل قابل تکرارتر عضلات اطراف زانو، توسط همکاری فعال در شرایط پرش تنها، امکان‌پذیر است. در شرایط پرش تکرارشونده، هم والیبالیست‌ها و هم ورزشکاران ورزش‌های غیرپرشی، یک کاهش خطی در نرمالیزه‌سازی زمان پرواز پرش دارند. اگرچه کاهش خطی نرمالیزه‌شده برای ورزشکاران و غیرورزشکاران مشابه است، اما ورزشکاران همیشه زمان‌های پرواز بالاتری دارند.
همچنین سازگاری با استفاده از یک پروتز یا یک ارتز امکان‌پذیر است که مشابه با سازگاری به‌دلیل خستگی عمل می‌کند. به هر حال عضلات می‌توانند واقعاً خسته شوند تا توزیع مکانیکی‌شان را به یک وظیفه حرکتی به‌عنوان نتیجه‌ای از پوشیدن ارتز تغییر دهند. یک ارتز پا، راه حلی معمول برای آسیب اندام تحتانی مخصوصاً اطراف مفصل مچ پا است. یک ارتز مچ پا می‌تواند کمکی یا مقاومتی باشد. ارتز کمکی مچ پا حرکت مچ پا را تقویت می‌کند و یک ارتز مقاومتی مچ پا حرکت مچ پا را مهار می‌کند. به‌محض پوشیدن یک ارتز کمکی مچ پا، دامنه EMG افراد و سختی مفصل روی زمان کاهش می‌یابد. درحالی‌که برای ارتز مقاومتی خلاف این رخ می‌دهد. به‌علاوه نه تنها مطالعه EMG می‌تواند متفاوت باشد، بلکه مسیر فیزیکی طی‌شده توسط مفاصل نیز می‌تواند تغییر کند.

## برای مطالعهٔ بیشتر
- Neuromechanics of orthoses en:Neuromechanics of orthoses